# آگاتا کریستی: شیطان زیر آفتاب
آگاتا کریستی: شیطان زیر آفتاب (به انگلیسی: Agatha Christie: Evil Under the Sun) یک بازی رایانه ای است که برای ویندوز وی ساخته شده است. این سومین بازی از سری آگاتا کریستی است که توسط شرکت ادونچر ساخته شده و بر اساس کتاب معروف آگاتا کریستی، شیطان زیر آفتاب است. این بازی در اکتبر ۲۰۰۷ منتشر شد. در این نسخه از بازی شما در نقش آرتور هستینگز و هرکول پوآرو هستید که در بازی قبلی این امکان وجود نداشت. در این بازی پوآرو در آپارتمانش در لندن با دوستش هستینگز صحبت می‌کند که هستیگز در نقش پوآرو باید به قتل رسیدگی کند. بازی از گرافیک خوبی برخوردار است و محیط بازی بسیار خوب طراحی شده و موسیقی به محیط بازی نزدیک است.

## داستان
در ابتدای جنگ جهانی دوم اروپا در هراس آلمان هیتلری به سر می‌برد. اما هنوز شدت جنگ آنقدر زیاد نشده‌است تا زندگی عادی مردم را در انگلستان تحت تأثیر قرار دهد.
پوآرو برای تعطیلات به جزیره سیدریت می‌آید. جزیره‌ای تفریحی که تنها ساختمان اصلی آن هتلی گران قیمت است. هتل مهمانان معروفی دارد. روابط آن‌ها پیچیده‌است: خیانت، جادوگری، ارتباط با دشمن و.... در رفتار آن‌ها به چشم می‌آید.
و ناگهان آرلنا مارشال یکی از مهمانان که بازیگری معروف است کشته می‌شود. علت قتل چیست؟ مظنون اصلی قتل همسر اوست و ارتباط مشکوکی بین قتل آرلنا و قتل‌های مشابه که به تازگی اتفاق افتاده‌اند وجود دارد، زمزمه‌هایی در مورد وجود روح سرگردان در جزیره بین مهمانان پیچیده می‌شود و شایعه وجود شیطان و جادوی سیاه به این میان کشیده می‌شود، پاسخ به این سوالات قاتل را رسوا خواهد کرد و معماهای بسیار دیگری را نیز راز گشایی می‌کند.
پوآرو قبلاً به این سوالات پاسخ داده‌است و حال نوبت هستینگز است که قدم در جای پای پوآرو گذاشته و مراحل کشف جنایت را انجام دهد.